# Cthulhu (revista)
Cthulhu es una revista dedicada, como indica su antetítulo, a los "cómics y relatos de ficción oscura", es decir, al cómic y la literatura de terror. Fue fundada en 2006 por Manuel Mota, Álex Ogalla y Carlos Lamani, quienes también la coordinan, y se edita en España a través de Diábolo Ediciones, exportándose también a Estados Unidos. Toma su nombre del personaje homónimo creado por Lovecraft y publica a autores españoles, como José Oliver y Bartolo Torres (El joven Lovecraft) o El Torres, y sudamericanos.

## Trayectoria
Sus dos primeros números fueron autoeditados por el sello Zanzíbar Ediciones, que fundaron en ese momento y aun sigue vigente, con el apoyo de la Diputación de Málaga.
A finales de 2007, empezó a ser publicada por la editorial madrileña Diábolo.
En 2010 y 2011 ha estado nominada como Mejor Revista en el Salón del Cómic de Barcelona. En 2009 recibe el premio ImaginaMálaga a la mejor edición andaluza. En julio de 2010, Diábolo Ediciones en coedición con la Kettle Drummer Books de Filadelfia, publicó en Estados Unidos un tomo recopilatorio de sus historietas, cuya portada corre a cargo de Juan A. Serrano. En agosto de 2012, la revista vuelve a USA con una segunda antología con portada de  Santipérez.
En 2012 obtuvo el XXXV Premio Diario de Avisos a la mejor revista.

## Colaboradores
- Adolfo Usero
- Alberto Aprea
- Alberto Cimadevilla
- Alejandro Villén
- Álex Espert
- Alex Sierra
- Angel Rodriguez
- Anna Raven
- Ares
- Ariel Díaz
- Aritz
- Arts Jones
- Bart Torres
- Beni R. Lobel
- Berta Laurín
- Carmelo González
- Chema García
- César Sebastián
- Daniel Mainé
- Damián Campanario
- Damián Connelly
- David Braña
- David Güell
- Edgar Max
- Eduardo Molina
- El Torres
- Elchinodepelocrespo
- Enrique Balmes
- Enrique Corominas
- Ernest Sala
- Frizt
- Fátima Fernández
- Gerardo Baró
- Isaac Casanova
- Ismael Canales
- Iván Olmedo
- Iván Ruso
- Juan Aguilera Galán
- J. L. Río
- J.L.Rincón
- Javi Santonja
- Javier Alcázar
- Javier Godoy
- Javier Martos
- Jorge Cabrerizo (Cabhur)
- Jordi Alins
- Jordi Farga
- Jose Mª Tamparillas
- José Avilés
- José Domingo
- Josep Oliver
- Josep Salvia
- Juan Luis Iglesias
- Juan M. San Miguel.
- Juan Serrano
- Julio Videras
- Karles Sellés
- Luis Roldán Torquemada
- Luis Miguez
- MED
- Mangosta
- Meritxell
- Miguel Cáceres
- Miguel Hernández
- Mortimer
- Paco Zarco
- Pablo Franchi
- Paula Varela
- Raule
- Raulo Cáceres
- Roberto Corroto
- Roberto Barreiro
- Roc Espinet
- Ruben Hurtado
- Sagar Forniés
- Salvador López
- Santipérez
- Sergio A. Sierra
- Sergio Cabanillas (Sirelion)
- Toni Fejzula
- Tony Sandoval
- Unai
- Vicente Navarro